# Jiří Procházka (zawodnik MMA)
Jiří Procházka (ur. 14 października 1992 w Znojmie) – czeski zawodnik mieszanych sztuk walki (MMA). Były mistrz organizacji GCF oraz Rizin FF w wadze półciężkiej (do 93 kg). Od 16 stycznia 2020 zawodnik największej organizacji MMA na świecie - UFC, w której jest byłym mistrzem w wadze półciężkiej (do 93 kg) z 2022.

## Życiorys
Urodził się 14 października 1992 roku w południowomorawskiej części Czeskiej i Słowackiej Republiki Federacyjnej (obecnie Republika Czeska). Ojciec Procházki zmarł, gdy ten miał 6 lat.
W młodości Procházka grał amatorsko w piłkę nożną w drużynie TJ Družstevník Hostěradice. Był również aktywnym zawodnikiem freestyle BMX i graczem unihokeja.

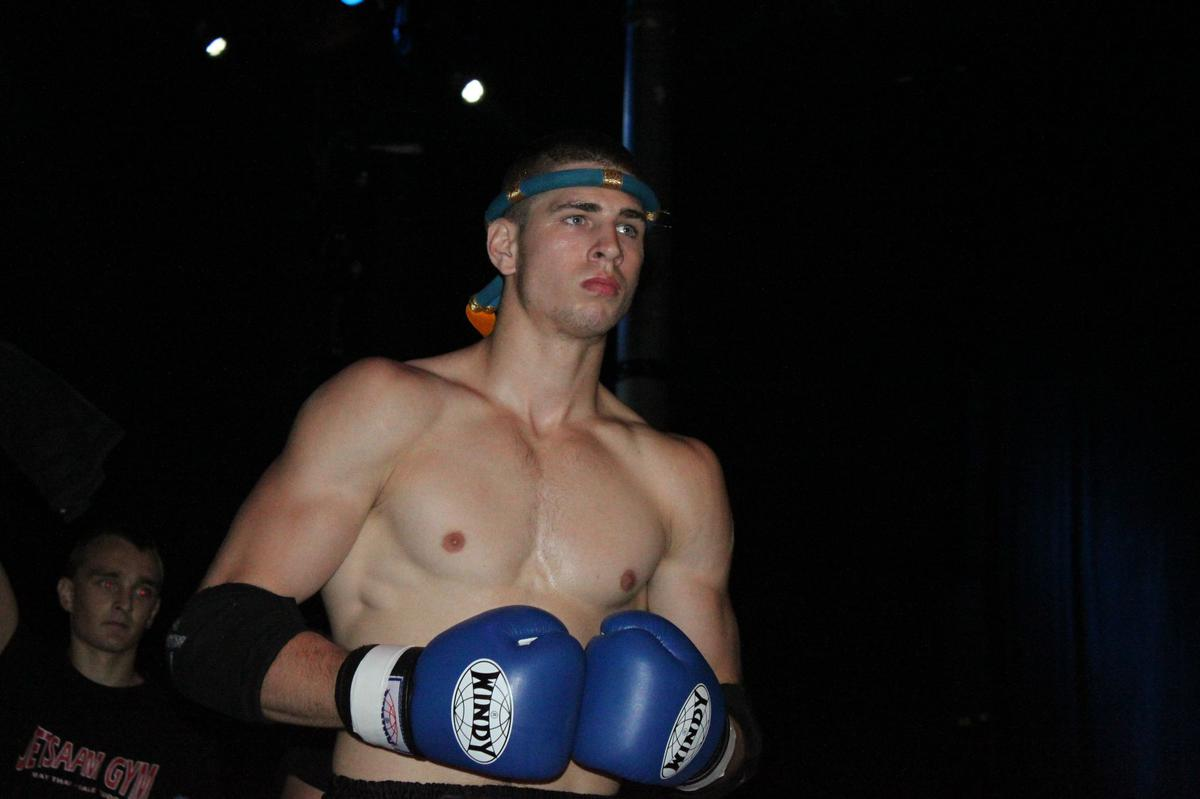
Prochazka na mistrzostwach muay thai w 2011

### Kariera amatorskamuay thai
W wieku 16 lat, podczas nauki w Univerzita obrany, gdzie Procházka uczęszczał na kursy walki (przede wszystkim Kōdōkan Judo i ju-jitsu, prowadzone w akademii przez Milana Haškę, oraz karate tradycyjne w stylu ITKF H. Nishiyamy, prowadzone przez Aleša Rótha), zaczął trenować muay thai w Jetsaam Gym Brno pod okiem Martina Karaivanova, aby poprawić swoje umiejętności walki wręcz. Bezpośrednio po ukończeniu akademii, 30 czerwca 2011 roku zdobył mistrzostwo kraju w muay Thai.

## Życie prywatne
Znany jest jako oddany zwolennik zasad Bushidō, samurajskich wartości moralnych oraz nauk i filozofii Musashi Miyamoto, a zwłaszcza Księgi Pięciu Pierścieni, którą uznał za książkę, która zmieniła jego życie.
Jest kibicem FC Zbrojovka Brno i do czasu rozpoczęcia profesjonalnej kariery w sportach walki był zaangażowany w zorganizowane chuligaństwo piłkarskie, w tym w bójki przedmeczowe.
Oprócz ojczystego języka czeskiego, zna język angielski (od debiutu w UFC), a także posługuje się biegle językiem japońskim i językiem niemieckim.
Ukończył lokalną Akademię Służby Ochronnej (SOŠ OOM), obecnie Berneńskiej Szkoły Prawa i Bezpieczeństwa (BPA). Obecnie studiuje na Uniwersytecie Masaryka politykę sprawności fizycznej sił bezpieczeństwa.
Jiri jest znany ze swojego hasła "BJP". Jest to okrzyk bojowy Procházki, a także nazwa jego marki towarowej.
Jego nietypowy pseudonim, czeskie imię żeńskie Denisa to odpowiednik angielskiego Denise, oraz Deniska (Denni). Powstał podczas obozu treningowego, gdzie Procházka omyłkowo odpowiedział na wezwanie trenera do innego zawodnika, dziewczyny o tym imieniu.

## Osiągnięcia

### Mieszane sztuki walki
- 2013: Mistrz GCF w wadze półciężkiej
- 2015: Finalista Rizin Heavyweight Grand-Prix
- 2019–2020: Mistrz Rizin Fighting Federation w wadze półciężkiej
- 2021: Nagrody półroczne UFC: Najlepsza walka
- 2022: Mistrz UFC w wadze półciężkiej[13]

### Boks tajski
- Mistrz Czech (−86,18 kg)

## Lista zawodowych walk MMA
| Wynik     | Bilans | Przeciwnik (bilans przed walką)  | Rozstrzygnięcie                                   | Runda | Czas  | Rozgrywki                                             | Data       | Miejsce        | Uwagi |
| --------- | ------ | -------------------------------- | ------------------------------------------------- | ----- | ----- | ----------------------------------------------------- | ---------- | -------------- | --- |
| Wygrana   | 31-5-1 | Jamahal Hill (12-2. 1 NC)        | TKO (ciosy pięściami)                             | 3     | 3:01  | UFC 311                                               | 18.01.2025 | Inglewood      | Bonus za występ wieczoru |
| Przegrana | 30-5-1 | Alex Pereira (10-2)              | KO (wysokie kopnięcie na głowę i ciosy pięściami) | 2     | 0:13  | UFC 303                                               | 29.06.2024 | Las Vegas      | Pojedynek o pas mistrzowski UFC w wadze półcięzkiej. Main Event                                                                                |
| Wygrana   | 30-4-1 | Aleksandar Rakić (14-4)          | TKO (ciosy pięściami)                             | 2     | 3:17  | UFC 300                                               | 13.04.2024 | Las Vegas      | Bonus za występ wieczoru |
| Przegrana | 29-4-1 | Alex Pereira (8-2)               | TKO (lewy sierpowy i łokcie)                      | 2     | 4:08  | UFC 295                                               | 11.11.2023 | Nowy Jork      | Pojedynek o pas mistrzowski UFC w wadze półciężkiej. Main Event                                                                                |
| Wygrana   | 29-3-1 | Glover Teixeira (33-7)           | Poddanie (duszenie zza pleców)                    | 5     | 4:33  | UFC 275                                               | 12.06.2022 | Kallang        | Zdobył pas mistrzowski UFC w wadze półciężkiej. Bonus za walkę wieczoru. Walka roku 2022. Main Event. Później zwakował tytuł z powodu kontuzji |
| Wygrana   | 28-3-1 | Dominick Reyes (12-2)            | KO (obrotowy łokieć)                              | 2     | 4:29  | UFC Fight Night: Reyes vs. Procházka                  | 01.05.2021 | Las Vegas      | Bonus za walkę i występ wieczoru. Main Event.                                                                                                  |
| Wygrana   | 27-3-1 | Volkan Oezdemir (17-4)           | KO (ciosy pięściami)                              | 2     | 0:49  | UFC 251                                               | 11.07.2020 | Abu Zabi       | Debiut w UFC. Bonus za występ wieczoru. |
| Wygrana   | 26-3-1 | C.B. Dollaway (17-9)             | KO (lewy hak)                                     | 1     | 1:15  | Rizin 20                                              | 31.12.2019 | Saitama        | Obronił pas mistrzowski Rizin Fighting Federation w wadze półciężkiej.                                                                         |
| Wygrana   | 25-3-1 | Fábio Maldonado (25-13)          | KO (ciosy pięściami)                              | 1     | 1:49  | Rizin 19                                              | 12.10.2019 | Osaka          | Limit umowny 100 kg. |
| Wygrana   | 24-3-1 | Muhammed Lawal (21-8)            | TKO (ciosy pięściami)                             | 3     | 3:02  | Rizin 15                                              | 21.04.2019 | Jokohama       | Zdobył pas mistrzowski Rizin Fighting Federation w wadze półciężkiej.                                                                          |
| Wygrana   | 23-3-1 | Brandon Halsey (12-4)            | TKO (ciosy pięściami)                             | 1     | 6:03  | Rizin 14                                              | 31.12.2018 | Saitama        | |
| Wygrana   | 22-3-1 | Jake Heun (11-7)                 | TKO (ciosy pięściami)                             | 1     | 4:29  | Rizin 13                                              | 30.09.2018 | Saitama        | |
| Wygrana   | 21-3-1 | Bruno Henrique Cappelozza (10-4) | KO (ciosy pięściami)                              | 1     | 1:23  | Rizin 11                                              | 29.07.2018 | Saitama        | |
| Wygrana   | 20-3-1 | Karl Albrektsson (6-1)           | TKO (ciosy pięściami)                             | 1     | 9:57  | Rizin World Grand Prix 2017: 2nd Round                | 29.12.2017 | Saitama        | Druga runda Rizin World Grand Prix 2017 w wadze półciężkiej.                                                                                   |
| Wygrana   | 19-3-1 | Willian Roberto Alves (13-5)     | TKO (ciosy pięściami)                             | 1     | 3:41  | Fusion FN 16: Cage Fight Brno                         | 29.09.2017 | Brno           | |
| Wygrana   | 18-3-1 | Mark Tanios (5-1)                | Decyzja (jednogłośna)                             | 2     | 5:00  | RIZIN Fighting World Grand Prix 2016: 1st Round       | 25.09.2016 | Saitama        | Pierwsza runda Rizin World Grand Prix 2017 w wadze półciężkiej.                                                                                |
| Wygrana   | 17-3-1 | Kazuyuki Fujita (15-10)          | KO (ciosy pięściami)                              | 1     | 3:33  | RIZIN FF 1                                            | 17.04.2016 | Nagoja         | |
| Przegrana | 16–3–1 | Muhammed Lawal (17-4)            | KO (ciosy pięściami)                              | 1     | 5:09  | RIZIN Fighting World Grand Prix 2015: Day 2           | 31.12.2015 | Saitama        | Finał World Grand Prix RIZIN wagi ciężkiej. |
| Wygrana   | 16–2–1 | Wadim Niemkow (6-0)              | TKO (poddanie)                                    | 1     | 10:00 | RIZIN Fighting World Grand Prix 2015: Day 2           | 31.12.2015 | Saitama        | Półfinał World Grand Prix RIZIN wagi ciężkiej.                                                                                                 |
| Wygrana   | 15–2–1 | Satoshi Ishii (15-5-1)           | KO (wysokie kopnięcie i kolana)                   | 1     | 1:36  | RIZIN Fighting World Grand Prix 2015: Day 1           | 29.12.2015 | Saitama        | Ćwierćfinał World Grand Prix RIZIN wagi ciężkiej.                                                                                              |
| Wygrana   | 14–2–1 | Jewgienij Kondratow (11-2)       | KO (ciosy pięściami)                              | 1     | 4:23  | ProFC 59: Battle of Kursk 3                           | 21.11.2015 | Kursk          | |
| Wygrana   | 13–2–1 | Michał Fijałka (13-4-1)          | TKO (przerwanie przez narożnik)                   | 1     | 5:00  | GCF 31: Cage Fight 6                                  | 21.05.2015 | Brno           | |
| Wygrana   | 12–2–1 | Rokas Stambrauskas (8-4)         | TKO (przerwanie przez narożnik)                   | 1     | 5:00  | GCF Challenge: Back in the Fight 4                    | 27.03.2015 | Przybram       | |
| Remis     | 11–2–1 | Michaił Mochnatkin (6-1)         | Remis (większościowy)                             | 3     | 5:00  | Fight Nights: Battle of Moscow 18                     | 20.12.2014 | Moskwa         | |
| Wygrana   | 11–2   | Darko Stošić (4-0)               | TKO (ciosy pięściami)                             | 1     | 1:09  | GCF Challenge: Cage Fight 5                           | 04.08.2014 | Brno           | |
| Wygrana   | 10–2   | Tomáš Penz (11-8)                | TKO (latające kolano i ciosy pięściami)           | 1     | 0:48  | GCF 28: Cage Fight 4                                  | 06.06.2014 | Brno           | |
| Wygrana   | 9–2    | Viktor Bogutzki (0-0)            | Poddanie (duszenie zza pleców)                    | 1     | 2:17  | GCF 27: Road to the Cage                              | 21.03.2014 | Praga          | |
| Wygrana   | 8–2    | Martin Šolc (4-2)                | KO (latające kolano)                              | 3     | 4:00  | GCF 26: Fight Night                                   | 07.12.2013 | Praga          | Zdobył pas mistrzowski GCF wagi półciężkiej.                                                                                                   |
| Wygrana   | 7–2    | Oliver Dohring (6-0)             | TKO (ciosy pięściami)                             | 1     | ?     | Rock the Cage 4                                       | 12.10.2013 | Greifswald     | |
| Przegrana | 6–2    | Abdułkierim Ediłow (6-4)         | Poddanie (duszenie zza pleców)                    | 1     | 1:56  | Fight Nights: Battle of Moscow 12                     | 20.06.2013 | Moskwa         | |
| Wygrana   | 6–1    | Radovan Estocin (0-0)            | KO (kolano i ciosy pięściami)                     | 1     | 0:26  | GCF 23: MMA Cage Fight 2                              | 10.05.2013 | Brno           | |
| Wygrana   | 5–1    | Josef Žák (3-3)                  | TKO (ciosy pięściami)                             | 1     | ?     | GCF 19: Back in the Fight 2                           | 15.02.2013 | Przybram       | |
| Przegrana | 4–1    | Bojan Veličković (6-1)           | TKO (ciosy pięściami)                             | 1     | ?     | Supreme Fighting Championship 1: Balkan Fighter Night | 09.12.2012 | Belgrad        | |
| Wygrana   | 4–0    | Strahinja Denić (0-0)            | Poddanie (duszenie trójkątne)                     | 1     | 2:10  | Ring Fight Brno                                       | 15.11.2012 | Brno           | |
| Wygrana   | 3–0    | Martin Vaniš (0-0)               | TKO (ciosy pięściami)                             | 1     | 2:48  | GCF 17: Big Cage Ostrava 2                            | 20.10.2012 | Ostrawa        | |
| Wygrana   | 2–0    | Vladimír Eis (0-0)               | KO (kolano)                                       | 1     | 1:02  | GCF 15: Justfight Challenger                          | 24.08.2012 | Karlowe Wary   | |
| Wygrana   | 1–0    | Stanislav Futera (2-1)           | KO (ciosy pięściami)                              | 1     | 0:53  | GCF 10: Battle in the Cage                            | 07.04.2012 | Mladá Boleslav | Debiut w zawodowym MMA. |